# はんぶんこ (Bivattcheeの曲)
「はんぶんこ」は、日本のロックバンド・Bivattcheeがインディーズ時代にリリースした2枚目のシングル。2002年1月16日リリース。
後にガールズバンド・ステレオポニーによってカバーされ、同バンドの6枚目のシングルとして2010年2月17日にリリースされた。本項では両方について解説する。

## オリジナル・シングル

### 解説
2002年1月16日、SNAIL RAMPの竹村あきらが立ち上げたインディーズレーベルSCHOOL BUS RECORDSからリリースされた。

### 収録曲
1. はんぶんこ
作詞/作曲：堤晋一 編曲：Bivattchee
2. I'm walkin'
3. シロイツキ (live version)

### 収録アルバム
- 青いカラス（#1, #2）

## ステレオポニーのシングル

### 解説
ステレオポニー2010年第1弾シングルであり、初のカバーシングルである。初回生産限定盤には、前作シングル「ツキアカリのミチシルベ」のビデオクリップが収録されたDVDが付属する。

### 収録曲
1. はんぶんこ (4:02)
作詞/作曲：Shinichi Tsutsumi 編曲：ステレオポニー/BOND×mw
歌詞のAメロの部分が一部アレンジされている。
2. cherry my... (4:07)
作詞/作曲：AIMI 編曲：ステレオポニー/BOND×mw
3. Dreamin' (4:49)
作詞：NOHANA 作曲：AIMI 編曲：ステレオポニー/BOND×mw
コナミデジタルエンタテインメント ニンテンドーDS用ゲームソフト「うたっち」CMソング。
4. はんぶんこ 〜Instrumental〜 (3:48)

#### DVD
初回生産盤のみ付属。
1. ツキアカリのミチシルベ (Video Clip)

### 収録アルバム
- OVER THE BORDER（#1, #2）
- BEST of STEREOPONY (#1)